# Friedrich Lilly

Friedrich Lilly

Carl Friedrich August Lilly (* 9. Juli 1835 in Seesen/Harz; † 8. November 1906 in Braunschweig) war ein deutscher Architekt, Hofbaurat und Dozent für landwirtschaftliche Baukunst und Ingenieurhochbauten.

## Leben und Werdegang
Friedrich Lilly war Sohn des Staatsanwaltes Wilhelm Lilly und der Sophie Wilhelmine Louise Lilly geb. Schmitz. Mit seiner Ehefrau Magdalene Auguste Oelert hatte er zwei Söhne und eine Tochter.
Er besuchte die Jacobsonschule in Seesen. Im Jahr 1850 nahm er an der ersten Vorlesungen am Collegium Carolinum in Braunschweig teil und begann im Jahr 1854 ein Studium am Collegium Carolinum. Im Jahr 1864 wurde Lilly zum Bauconducteur, 1870 zum Kreisbaukondukteur und ein Jahr später zum Assessor. Im Jahr 1875 hielt er als Vertreter von Carl Tappe am Collegium Carolinum Vorlesungen über Architektur. Ein Jahr später erhielt er einen Lehrauftrag.

## Auszeichnungen und Werke
- Im Jahr 1886 wurde ihm das Ritterkreuz 1. Klasse des herzoglichen Ordens Heinrich des Löwen verliehen.
- Zwei Jahre später, 1888, wurde Lilly zum Hofbaurat und im Jahr 1893 zum Oberbaurat ernannt.
- Im Jahr 1898 verlieh man Lilly das Kommandeurskreuz zweiter Klasse des herzoglichen Ordens Heinrich des Löwen und im Jahr 1904 das Offizierskreuz des Albrechtsordens.[1]

Referat
- Das Landwirthschaftliche Bauwesen. Referat in der Versammlung des Landwirthschaftlichen Central-Vereins des Herzogthums Braunschweig, Braunschweig 1880.

## Bauten
- Landgericht Braunschweig, Münzstraße.[2]
- Villa am Wilhelmitorwall 25 (1873), entworfen für Conrad Wrede
- Villa am Petritorwall 26 (1868)
- Entwurf des Grabmals für Gotthold Ephraim Lessing, 1871 gestiftet vom Herzoglichen Hoftheater